# Héctor Uribe
Héctor Yael Uribe Guevara (ur. 4 czerwca 2004 w León) – meksykański piłkarz występujący na pozycji skrzydłowego, od 2023 roku zawodnik Leónu.